# FB-DIMM
La memoria FB-DIMM (Fully-Buffered Dual Inline Memory Module) es una variante de las memorias DDR2, diseñadas para aplicarlas en servidores, donde se requiere un transporte de datos rápido, efectivo, y coordinado.

La memoria FB-DIMM combina la arquitectura interna de gran velocidad de la memoria DDR2, con una interfaz de memoria en serie punto a punto que une cada módulo FB-DIMM como en una cadena. 

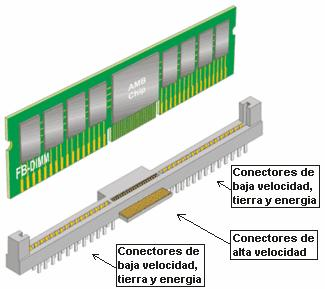
Memoria tipo FB DIMM y sus conectores y zócalo.

## La interfaz de la memoria serial FB-DIMM
Las memorias de módulos convencionales usan una conexión paralela, en cual en cada canal de memoria el módulo del mismo tiene unos enlaces separados a ese canal y al controlador de memoria. Con grandes concentraciones de memoria, estas conexiones pueden sobrecargar la capacidad del controlador de memoria, provocando errores y retrasos en el flujo de información.
Este problema tiende a eliminar el beneficio de memorias de mayor velocidad, mientras más rápido se inunde de información el canal, más errores van a ocurrir. Lo que nos conduce entre, poca cantidad de memorias rápidas, veloces, o más cantidad de memorias lentas, menos veloces, para obtener una memoria más efectiva, cualquiera de las opciones es ideal para las aplicaciones de los servidores modernos.
La memorias FB-DIMM usa pistas de memorias serial bi-direccionales las cuales pasan por cada módulo de memoria, en vez de tener pistas individuales que mandan datos a cada módulo. Similar a las PCI Express (otra tecnología serie moderna), FB-DIMM transmite los datos a la memoria en paquetes, controlados de forma precisa por un integrado AMB (Advanced Memory Buffer) que se encuentra en cada módulo FB-DIMM.
Cada canal de FB-DIMM puede contener hasta 8 (ocho) módulos FB-DIMM, y la arquitectura actual admite hasta 6 (seis) canales por cada controlador de memoria. Tiene una fuente de datos en lo que a controlador de memoria concierne, y todos los datos llegan en paquetes de manera ordenada, errores y señales de interferencia no son más un problema.
Un controlador de memoria, convencional, requiere 240 “trace lines” dedicados por canal, pero el controlador de memoria de FB-DIMM requiere solo 70, reduciendo los circuitos complejos y haciendo que sea más fácil añadir canales de FB-DIMM adicionales. Similar al efecto de simplificación que Hypertransport y PCI Express han tenido en el diseño de la placa madre.
En memorias convencionales, cuanto mayor es la densidad de memoria más errores de desgaste de tiempo y señal ocurren. En cambio en FB-DIMM la tecnología de bus de datos en serie evita este problema al proveerle de una única ruta de información de todos los módulos en un canal, y coordinando la información, los datos, mediante chips AMB que se encuentran en cada módulo de memoria FB-DIMM.
- Datos: Q1365817